# الفرشة (الأفلاج)
مركز الفرشة هو مركزٌ إداري تابعٌ لمحافظة الأفلاج في منطقة الرياض ، ويصنف من فئة (ب) ورمزه 1303.